# Global Times
Global Times (кит. трад. 環球時報, спр. 环球时报, піньїнь Huánqiú Shíbào) — китайська газета, підконтрольна Комуністичній партії Китаю, структурний підрозділ газети Женьмінь жибао.

## Історія
Видання засноване у 1993 році.
Англомовна версія видання почала працювати з 2009 року.
У квітні 2017 року російська пропагандистська інформаційна агенція Sputnik підписано угоду про співпрацю щодо обміну вмістом із китайським таблоїдом Global Times.
Під час протестів в Гонконзі 2019 року видання засуджувало протестуючих та звинувачувало захід у сутичках та зіткненнях.
Під час Пандемії коронавірусної хвороби 2019 Global Times поширювало конспірологічні теорії, а також неправдиві факти щодо вакцин західного виробництва.

## Позиція щодо російського вторгнення в Україну
Поширює російську пропаганду, у тому числі про біолабораторії, та звинувачує захід.
Працівники цього видання повідомляли що Бучанська різанина різанина була фейком, показували Україну та ЗСУ у негативному світлі, видавали протести на соціальну тему у Брюсселі у червні 2022 року за протести проти політики НАТО.